# Dobra, Dâmbovița
Dobra este satul de reședință al comunei cu același nume din județul Dâmbovița, Muntenia, România.

## Cadrul geografic
Comuna Dobra este așezată pe malul drept al râului Ialomița, la S-E de orașul Târgoviște, reședință a județului Dâmbovița și străveche capitală voievodală a Țării Românești. Situată la o răscruce de vechi drumuri comerciale, comuna Dobra este legată de București la Est pe o distanță de 56 km, Târgoviște la Vest pe o distanță de 28 km și Ploiești, prin șosele asfaltate de intensă circulație. În împrejurimile acestei frumoase și seculare așezări omenești se află comunele:
- Băleni, la vest, la o distanță de 4 km;
- Bilciurești, la est, la o distanță de 6 km;
- Gheboaia și Finta, la nord, la o distanță de 7 km, acest drum traversează râul Ialomița;
- Cornățelu, la sud, la o distanță de 4 km.

Comuna Dobra cuprinde două sate: Mărcești și Dobra, aceasta din urmă fiind satul de reședință cu o suprafață de 1703 ha, teren arabil. Teritoriul comunei se găsește în zona de câmpie subcolinară Titu, formată din conurile de dejecție ale râului Ialomița, râului Dâmbovița și a pârâului Pâscov. Câmpia este in general plană. În partea de nord a comunei se dezvoltă lunca Ialomiței unde se disting următoarele părți:
• lunca înaltă, neinundabilă, care formează cea mai mare parte din suprafață; 
• lunca mijlocie, foarte rar inundabilă;
• lunca joasă, frecvent inundabilă, care se dezvoltă de o parte și de alta a râului Ialomița.
Câmpia înaltă (zona Buturugi tarla 56, 57, zona Băleanca, tarla 58,50, zona Negrași, tarla 56, zona Nanu tarla 57/5; 57/4; 57/3; 57/2; 57/1; 57; 6/acționari IAS., zona Câmpuri, zona Perișor tarla 32, zona Grup tarla 32, zona Vaduve tarla 59; 59/1; 59/2, zona Sub Primării tarla48), se caracterizează prin forme monotone întinse și slabe denivelări și zone larg depresionare, foste văi și funduri de lacuri. Solul este nisipos pe o lățime de 600 m, de-a lungul râului Ialomița, în luncă predomină cernoziomul, exemple: zona Perișor, zona Grup, iar în câmpia înaltă s-au format solurile brun roșcat, zona Sub Primării, zona Băleanca, zona Câmpuri, zona Văduve, și de ce mergem spre Bilciurești pământul este alb, zona Nanu, zona Negrași, zona Sub Coastă.